# Fausto Pecorari
Fausto Pecorari (Trieste, 18 dicembre 1902 – Trieste, 27 ottobre 1966) è stato un politico italiano.
Studiò Medicina a Padova e si laureò con il massimo dei voti, specializzandosi poi a Bologna in Radiologia, branca della Medicina allora agli inizi, con una tesi sperimentale sulla terapia Roentgen. Dopo un tirocinio presso l'Istituto Pasteur di Parigi, iniziò la sua carriera di medico radiologo presso gli Ospedali Riuniti di cui divenne anche Direttore Generale; avviò anche un prestigioso studio privato, ma dopo la guerra dovette ricominciare tutto daccapo perché i tedeschi gli avevano requisito ogni cosa.
Si sposò nel 1930 con Anna Versolatti  Fin da giovane amò molto il mare e la vela; con la sua imbarcazione Maris Stella e il suo equipaggio esclusivamente familiare, navigò per tutto il Mediterraneo, vincendo anche molte regate sia nell'Adriatico che nel Tirreno.
Fu esponente eminente dell'Azione Cattolica triestina e noto studioso della Santa Sindone.
Impegnato fin dall'inizio nel Partito Popolare (e poi nella Democrazia Cristiana, per la quale ricoprì per lunghi anni l'incarico di Assessore all'Igiene e Sanità nel comune di Trieste), durante il fascismo entrò nella Resistenza e fu Tesoriere per il locale CLN. Per questo fu arrestato dai tedeschi e condannato a morte; l'intervento del vescovo mons. Santin fece sì che la condanna fosse tramutata in deportazione al campo di Buchenwald, dove rimase fino alla liberazione, lavorando clandestinamente con la resistenza interna e per il sollievo dei malati. Pur nella tragicità della situazione, collaborò con un altro prigioniero, l'abate priore p. Joseph Tyll, che gli consegnava il SS Sacramento da distribuire a chi lo desiderava.
All'interno del campo di Buchenwald, seppe che la Principessa Mafalda di Savoia era presente nel campo, nonostante la principessa fosse obbligata a mantenere segreta la sua identità. Opinione del dottore, è che la principessa fosse stata intenzionalmente operata in ritardo, seppur con procedura in sé impeccabile, per provocarne la morte. Il metodo delle operazioni esageratamente lunghe o ritardate era già stato applicato a Buchenwald ed eseguito sempre dalle SS su alte personalità di cui si desiderava sbarazzarsi.
Subito dopo essere rientrato a Trieste, si recò personalmente a Roma dal regio luogotenente principe Umberto II di Savoia per comunicargli la triste notizia del decesso per assassinio della sorella, principessa Mafalda. 
Consultore nazionale, deputato eletto all'Assemblea Costituente, di cui venne nominato vicepresidente, presidente del Comitato Nazionale Venezia Giulia e Zara, promotore del gruppo parlamentare "Pro Trieste", fondatore del Comitato per l'assistenza ai profughi giuliani e dalmati e segretario nazionale del Comitato rifugiati, direttore del settimanale "Difesa Adriatica", lavorò con tutte le sue forze per dimostrare l'italianità dell'Istria, portando assieme a De Gasperi una pubblicazione fotografica, da lui composta, al Congresso di Pace di Parigi, ma invano.
Deluso dall'evolversi degli eventi, fiero anticomunista come fu antifascista, entrò in disaccordo con il suo Partito
Colpito da tumore, morì il 27 ottobre 1966.